# Dante Laginestra
Dante Laginestra (, 1902 - , 1964) foi um político brasileiro. Foi prefeito nomeado do município de Nova Friburgo.

## Biografia
Dante Laginestra era de ascendência italiana e, após a Revolução de 1930, em uma sucessão de prefeitos de curtos mandatos e interinos, Dante Laginestra assumiu a Prefeitura de Nova Friburgo por 5 meses; favorecendo a já expressiva e articulada colônia italiana da cidade formada por seus imigrantes.
Nomeado prefeito do município de Nova Friburgo pelo interventor Amaral Peixoto, governa a cidade por um longo período de 11 anos; entre 3 de dezembro de 1935 e 25 de dezembro de 1946. Uma de suas importantes contribuições foi a construção da represa e adutora do Debossan, que até hoje abastece de água uma parte da cidade, eliminando as constantes epidemias de tifo que assolavam a cidade.
Com um grupo de amigos e correligionários do PSD, em 7 de abril de 1945, o então prefeito Dante Laginestra funda em Nova Friburgo o jornal A Voz da Serra, para dar sustentação política a sua candidatura e a de seu partido; no nível estadual, o jornal defendia os interesses do então interventor  Amaral Peixoto. Inicialmente o jornal tinha caráter partidário e sua circulação seria suspensa após o período eleitoral, todavia a aceitação do novo jornal foi tão grande que passada a eleição, seus responsáveis não quiseram extinguir o periódico.
Eleito Deputado em 3 mandados consecutivos. .
Em sua homenagem foi o seu nome dado a uma das principais ruas centrais de Nova Friburgo.
Casado com Maria Duque Estrada Laginestra, teve 5 filhos.